# Joseph Capriati
Joseph Capriati   (Caserta, 25 de juliol de 1987) és un punxadiscos i productor de música electrònica italià.

## Discografia

### Àlbums
- 2010: Save My Soul
- 2013: Self Portrait
- 2020: Metamorfosi - Redimension Music
- 2022: Metamorfosi The Remix Collection - Redimension Music

### EP
- 2007: C’est La Vie
- 2007: Weekend
- 2008: Farlocco
- 2008: Molotov (amb Markantonio)
- 2008: Orange (amb Rino Cerrone)
- 2008: Codice Morse (amb Markantonio)
- 2008: At Last (amb Abnormal Boyz)
- 2009: Login EP 1.0 – CLR
- 2009: Login EP 2.0 – CLR
- 2009: Angels over Naples EP: Roboters (Original Mix) - Sci + Tech
- 2010: Gashouder EP - Drumcode
- 2009: Iron Pump / Black Line - Drumcode
- 2009: Incest (feat. Matteo Spedicati) - Alchemy
- 2009: Galaxy Espress / Old River - Drumcode
- 2010: Gashouder - Drumcode
- 2010: The Gallery - Drumcode
- 2011: Missed Flight (feat. Cari Lekebusch) - Drumcode
- 2011: The Napoli Connection (incl. Rino Cerrone & Markantonio) - Drumcode
- 2012: A-Sides (incl. Alan Fitzpatrick) - Drumcode
- 2012: Congenial Endeavor (feat. Adam Beyer) - Drumcode
- 2013: Awake / Fratello - Drumcode
- 2016: Redimension 001 (feat. Adam Beyer) - Redimension
- 2017: Prospective Journeys (feat. Flavio Folco) - Redimension
- 2020: New Horizons (feat. James Senese) - Redimension
- 2024: Peace & Blessings (feat. Arnold Jarvis) - Nervous Records
- 2024: Mantra EP (amb Indira Paganotto)